# Duncarron
Duncarron è una riproduzione completa di un villaggio fortificato scozzese di epoca medievale, la cui costruzione è affidata all'associazione noprofit The Clanranald Trust for Scotland.
Duncarron si trova nella Carron Valley nella parte orientale della Carron Valley Reservoir nei pressi di Stirling.
Il villaggio è costruito con l'aiuto di volontari di ogni estrazione sociale ed ha lo scopo di preservare e divulgare la cultura tradizionale scozzese attraverso attività educative, eventi e attività di intrattenimento.